# Scott Russell

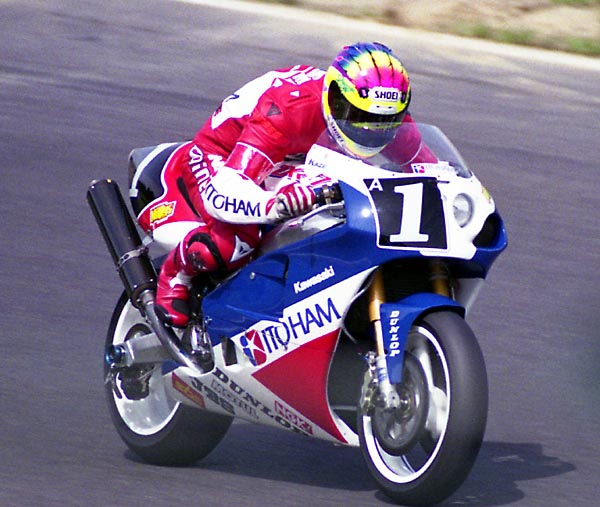
Russell 1993 auf Kawasaki beim 8-Stunden-Rennen von Suzuka

Scott Russell (* 28. Oktober 1964 in East Point, Georgia) ist ein ehemaliger US-amerikanischer Motorradrennfahrer.

## Karriere
Scott Russell bestritt 1987 die ersten Rennen in der AMA. Nach den ersten Siegen in der AMA 750 Supersport-Serie (ab 2002 AMA Superstock Championship) 1988 und AMA Superbike Championship 1989, wechselte er zur Saison 1990 von Yoshimura-Suzuki zu Kawasaki. Nach zwei AMA 750 Supersport Titeln 1990 & 1991 wurde Russell 1992 in der Superbike-Weltmeisterschaft für die ersten vier Läufe eingesetzt. Nachdem er in der WM einen bleibenden Eindruck hinterlassen hatte, gewann er 1992 sowohl die AMA 750 Supersport-Meisterschaft als auch den AMA-Superbike-Titel und das prestigeträchtige Daytona-200-Rennen.
Zur Saison 1993 übernahm Rob Muzzy die Leitung des Kawasaki-Superbike-WM-Teams mit den Fahrern Scott Russell und Aaron Slight. Russell gelang im ersten Jahr der Sprung auf den Weltmeisterthron. Mit seinem Teamkollegen Slight konnte er im selben Jahr das 8-Stunden-Rennen von Suzuka gewinnen. Den Superbike-Weltmeistertitel konnte er im folgenden Jahr 1994 allerdings nicht gegen Carl Fogarty verteidigen.
Anfang der Saison 1995 zeichnete sich ab, dass die Kawasaki wenig konkurrenzfähig war, deswegen suchte Russell nach Alternativen, die er schließlich in der 500-cm³-Klasse der Motorrad-Weltmeisterschaft im Lucky-Strike-Suzuki-Team als Ersatz für den verletzten Kevin Schwantz fand. Nach Platz zehn bei seinem Debüt in Mugello gelangen ihm noch einige Punkteränge, aber die Lücke, die Schwantz hinterlassen hatte, konnte er nicht füllen.
Für die Saison 96 hatte er bereits einen hoch dotierten Vertrag für das private Promotor Ducati Team von Alfred Inzinger unterzeichnet. Jedoch wurde nach heftigen Interventionen von Kawasaki U.S. und Ducati Boss Claudio Castiglioni der Vertrag nicht erfüllt. Statt Russell startete Troy Corser in die Saison 96 und holte den Titel.
Im Jahr 1996 gelangen Russell einige Achtungserfolge, der Durchbruch jedoch gelang nicht. Für die Saisons 1997 und 1998 unterschrieb er bei Yamaha für die Superbike-WM. Nachdem das Jahr 1997 mit einigen Podestplätzen recht gut verlaufen war, musste er sich 1998 von seinem jungen Teamkollegen Noriyuki Haga entzaubern lassen.
Für 1999 und 2000 fuhr Russell in der AMA-Superbike-Meisterschaft eine Harley-Davidson VR 1000, die eigens für den Rennsport entwickelt worden war, aber auch hier stand er im Schatten seines Teamkollegen. 2001 schien ein gutes Paket für den mittlerweile fünffachen Daytona 200 Gewinner geschnürt zu sein, doch gerade bei diesem Rennen erlitt Russell schwere Verletzungen bei einem Unfall ausgerechnet mit seinem Teamkollegen. Die Vance&Hines-Ducati, auf der er saß, war zu diesem Zeitpunkt eines der besten Bikes im Starterfeld, doch die Verletzungen waren so gravierend, dass ein Comeback nicht mehr zustande kam.

## Statistik

### Erfolge
| Jahr | Erfolge |
| ---- | --- |
| 1987 | - erste Rennen in der AMA |
| 1988 | - AMA 750 Supersport: erster Sieg auf Suzuki, Strecke: Road Atlanta in Braselton - AMA Superbike Championship: Rookie Of The Year                                                                 |
| 1989 | - AMA Superbike Championship: erster Sieg auf Suzuki, Strecke: Road Atlanta in Braselton |
| 1990 | - AMA 750 Supersport: Meister auf Kawasaki |
| 1991 | - AMA 750 Supersport: Meister auf Kawasaki |
| 1992 | - Daytona 200: 1. Platz auf Kawasaki - AMA 750 Supersport: Meister auf Kawasaki - Superbike-WM: 11. auf Kawasaki, 83 Punkte (3 Podien)                                                            |
| 1993 | - Superbike-WM: Weltmeister auf Kawasaki, 378,5 Punkte (5 Siege, 18 Podien, 4 Pole Positionen, 3 schnellste Rennrunden) - 8-Stunden-Rennen von Suzuka: Sieger mit Aaron Slight auf Kawasaki ZXR-7 |
| 1994 | - Daytona 200: 1. Platz auf Kawasaki - Superbike-WM: 2. Platz auf Kawasaki, 280 Punkte (9 Siege, 13 Podien, 3 Pole Positionen, 5 schnellste Rennrunden)                                           |
| 1995 | - Daytona 200: 1. Platz auf Kawasaki - 500-cm³-WM: 12. Platz auf Suzuki, 43 Punkte - Superbike-WM: 18. Platz auf Kawasaki, 34 Punkte                                                              |
| 1996 | - 500-cm³-WM: 6. Platz auf Suzuki, 133 Punkte (2 Podien, 1 schnellste Rennrunde) |
| 1997 | - Daytona 200: 1. Platz auf Yamaha - Superbike-WM: 6. Platz auf Yamaha, 226 Punkte (2 Podien, 1 Pole-Position)                                                                                    |
| 1998 | - Daytona 200: 1. Platz auf Yamaha, erster Fahrer, der 5-mal die Daytona 200 gewinnt - Superbike-WM: 10. Platz auf Yamaha, 130,5 Punkte (1 Podium)                                                |
| 1999 | - AMA Superbike Championship: 20. Platz Harley-Davidson, 100 Punkte |
| 2000 | - AMA Superbike Championship: 17. Platz Harley-Davidson, 145 Punkte |

### Ehrungen
- Aufnahme in die Motorcycle Hall of Fame[1]